# بخش مرکزی شهرستان ابهر
بخش مرکزی شهرستان ابهر یکی از بخش‌های شهرستان ابهر در استان زنجان ایران است. این شهر دارای روستاهای متعدد می‌باشد.

## تقسیمات کشوری
- بخش مرکزی شهرستان ابهر
  - دهستان درسجین
  - دهستان حومه (ابهر)
  - دهستان ابهررود
  - دهستان دولت‌آباد (ابهر)
  - دهستان صائین‌قلعه

شهرها: ابهر، هیدج و صائین‌قلعه

## جمعیت
بنابر سرشماری مرکز آمار ایران، جمعیت بخش مرکزی شهرستان ابهر در سال ۱۳۸۵ برابر با ۱۳۲۳۹۰ نفر بوده است.